# 阿齊濟耶區
36°17′12″N 3°29′39″E / 36.28656°N 3.49412°E
阿齊濟耶區（阿拉伯语：‎），是阿爾及利亞的行政區，位於該國北部，由麥迪亞省負責管轄，首府設於阿齊濟耶，面積223平方公里，2008年人口26,270人，人口密度每平方公里118人。